# Oude IJsselstreek
Oude IJsselstreek là một đô thị ở phía đông Hà Lan. Đô thị này được thành lập ngày 1 tháng 1 năm 2005 thông qua sự sáp nhập các đô thị Gendringen và Wisch.

## Các trung tâm dân cư
Trước đây từ Gendringen
- Breedenbroek, Etten, Gendringen, Megchelen, Netterden, Ulft, Varsselder, and Voorst (Oude IJsselstreek) (not to be confused with mun. Voorst, cũng ở Gelderland).

Trước đây từ Wisch (Gelderland)
- Bontebrug, Heelweg-Oost, Heelweg-West, Silvolde, Sinderen, Terborg, Varsseveld, và Westendorp.